# Massacre de Guangzhou
Le massacre de Guangzhou est une attaque visant les marchands étrangers de la ville de Guangzhou, en Chine, qui fut perpétrée en 878-879 par les troupes de Huang Chao, qui était alors le chef d'une rébellion contre la dynastie chinoise des Tang.

## Situation avant le massacre
Un premier massacre visant les communautés marchandes étrangères s'était déroulé à Yangzhou en 760, pendant la révolte d'An Lushan, lorsque les troupes du général rebelle Tian Shengong étaient rentrées dans la ville et avaient massacré les riches marchands des communautés arabe et persane,,. Selon Liu Xu (887-946), le rédacteur en chef de l'Ancien Livre des Tang, l'une des deux histoires officielles de la dynastie Tang, cette attaque a fait des milliers de victimes au sein de ces communautés.
Une première attaque visant directement Guangzhou avait eu lieu peu de temps auparavant, en 758, lorsque des pirates arabes et persans avaient lancé un raid contre la ville et pillé des entrepôts. Selon un rapport du gouverneur local de Guangzhou, cette attaque a eu lieu le 30 octobre 758, qui correspond au jour de Guisi (癸巳) du neuvième mois lunaire de la première année de l'ère Qianyuan de l'Empereur Tang Suzong,,, (大食, 波斯寇廣州).
En 875, Huang Chao, un candidat malheureux aux examens impériaux, rejoint l'armée de Wang Xianzhi, un chef rebelle en révolte contre la dynastie Tang. Très vite, Chao se sépare de Xianzhi et ravage le centre de la Chine à la tête de sa propre armée. Il arrive devant les murs de Guanzhou en 878.

## Déroulement du massacre
Selon l'écrivain arabe Abu Zayd Hasan As-Sirafi, après avoir pris la ville, les troupes de Huang Chao ont massacré des Juifs, des Arabes musulmans, des Perses musulmans, des zoroastriens et des chrétiens. La date et la durée exacte du massacre ne sont pas connues, car les troupes de Chao occupent Guangzhou sur une assez longue période, en 878-879,,,,,,. La plupart des victimes de cette tuerie étaient de riches étrangers et, suivant les sources, le bilan varie entre 120 000 et 200 000 victimes,,.
Les plantations de mûriers, qui sont la principale production agricole et source de richesses de la région, ont également été détruits par l'armée de Huang.
Même plusieurs siècles après les faits, le massacre de Guanzhou continue d’être commenté et vu comme un mauvais présage pour les étrangers tentés de s'installer en Chine, comme on peut le voir dans cet extrait du Missionary Magazine de 1869 :

« Des étrangers se sont installés en Chine à différentes époques, mais après y être restés un certain temps, ils ont été massacrés. Par exemple, les mahométans et d'autres se sont installés à Canton (Guangzhou) au IXe siècle ; et en 889, on dit que 120 000 colons étrangers ont été massacrés,. »

— the American Baptist Foreign Mission Society, The Baptist missionary magazine (1869)